# スミトロニクス
株式会社スミトロニクス（英: Sumitronics Corporation）は、住友商事株式会社100%出資のEMS企業。同社グループはアジア・北米・中南米に29の生産／営業拠点を持ち、プリント基板実装から完成品組立、部品調達、物流、アフターサービスまでを一貫して行う。保有SMTラインは300本超で、Manufacturing Market Insider（MMI）の「Top 50 EMS Providers 2024」で世界25位にランクされる。

## 概要
- 日系EMSとしては取扱高2位（FY2024）[3]。
- 主要顧客分野：車載機器、産業機器、医療機器、通信・IoT、コンシューマー家電[4]。
- すべての製造拠点がISO 9001・ISO 14001を取得し、一部拠点はIATF 16949（車載）、ISO 13485（医療）にも対応[5]。

## 沿革
- 1988年4月 – シンガポールで Sumitronics Asia Pte., Ltd. 設立[6]。
- 1992年 – Sumitronics (Thailand) Co., Ltd. 設立[7]。
- 1996年 – インドネシアに PT. SMT Indonesia 設立[8]。
- 2000年4月 – 日本法人株式会社スミトロニクスを東京に設立[9]。
- 2007年 – メキシコ・ティフアナに Sumitronics Manufacturing de Mexico 設立[10]。
- 2016年 – カンボジア・ポイペトに Sumitronics Manufacturing (Cambodia) 設立[11]。
- 2020年6月 – 中国・無錫に自動車向け基板工場 Sumitronics Manufacturing (Wuxi) 開設[12]。

## 事業セグメント
EMS事業
29拠点・300本超のSMTラインによるプリント基板実装、モジュール／ボックスビルド組立、機能検査。
グローバルSCM（トレーディング・調達代行）
電子部品・材料の国際調達、在庫管理、JITデリバリー。
アフターサービス
リペア、リマニファクチャリング、フィールドサポート。

## 拠点（グローバルネットワーク）
公式サイト掲載（2025年時点）の所在地：
- 日本（東京）
- 香港 / 深セン / 上海 / 無錫
- 米国 / メキシコ
- シンガポール / タイ / インドネシア / フィリピン / ベトナム / カンボジア / マレーシア / インド
- チェコ（プラハ） / トルコ

## 品質・認証
- 全拠点：ISO 9001・ISO 14001
- 車載拠点：IATF 16949（タイ、インドネシア、メキシコ ほか）[8][10]
- 医療機器対応：ISO 13485（一部拠点）[5]

## 財務
| 会計年度    | 売上高（億円） | 従業員数（人） | 出典  |
| ----------- | -------------- | -------------- | ----- |
| 2024年3月期 | 1,892          | 3,656          |       |
| 2023年3月期 | 2,211          | 3,656          | [ 3 ] |

## 評価・ランキング
- MMI Top 50 EMS Providers 2024 – 世界25位[2]

## CSR・サステナビリティ
住友商事グループのCSRガイドラインに基づき、ISO 14001ベースの環境マネジメントやダイバーシティ推進を実施。